# John Charles Thomas
John Charles Thomas (Meyersdale, 6 settembre 1891 – Apple Valley, 13 dicembre 1960) è stato un baritono statunitense attivo nell'opera, nell'operetta e nei concerti.

## Biografia
John Charles Thomas nacque il 6 settembre 1891 a Meyersdale, in Pennsylvania. Era figlio di un ministro metodista di origine gallese mentre sua madre, immigrata di origine tedesca, era stata una cantante dilettante. Dopo aver studiato inizialmente per una carriera medica, Thomas vinse una borsa di studio al Peabody Institute di Baltimora nel 1910. Rimase lì per due anni, ricevendo lezioni di canto da Adelin Fermin.
Nel 1912 Thomas lasciò il Peabody e fece una breve tournée con una compagnia musicale. Poi andò a vivere a Manhattan, New York, dove si esibì con una compagnia di operette di Gilbert e Sullivan prima di essere ingaggiato dai fratelli Shubert per esibirsi nello spettacolo The Peasant Girl, che debuttò nel marzo del 1913. Per i successivi nove anni recitò in una serie di musical di successo di Broadway tra cui Her Soldier Boy, Maytime, Naughty Marietta e Apple Blossoms (con Fred e Adele Astaire).

### Carriera nell'opera, nei recital e radiofonica

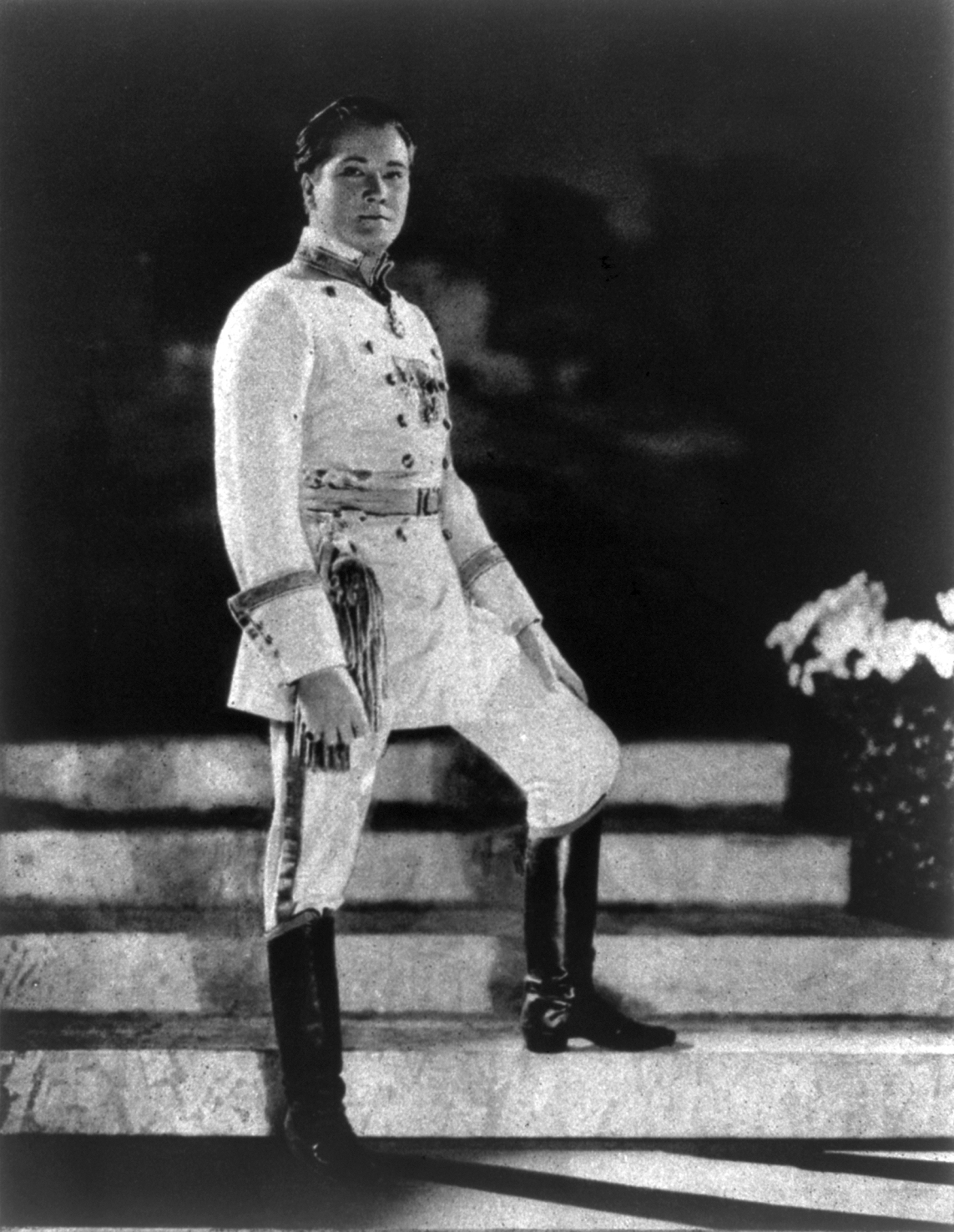
Thomas in costume, 1922

Thomas cantò in un'esibizione concertistica dell'opera Sadko di Rimsky-Korsakov alla Carnegie Hall di Manhattan nel dicembre 1924. Il suo debutto in un'opera messa in scena in forma completa avvenne nel marzo del 1925, mentre fu Amonasro in una produzione dell'Aida di Verdi, presentata dalla semi-professionista Opera Nazionale di Washington.
Thomas guadagnava moltissimo denaro cantando a Broadway, ma voleva acquisire maggiore esperienza nell'opera. Durante il periodo 1922-28 trascorse parte di ogni anno in Europa, perfezionando la sua tecnica di canto e apparendo sotto contratto al teatro dell'opera La Monnaie di Bruxelles per le stagioni del 1925-27. Sarebbe tornato a La Monnaie per altre 25 esibizioni nel 1928, otto nel 1930 e quattro nel 1931. Ancora più importante, apparve con il famoso basso russo Fëdor Šaljapin in produzioni di Faust alla Royal Opera House, Covent Garden, a Londra, nel luglio 1928.
Continuò a dare recital negli Stati Uniti durante questo periodo e, nel 1923, recitò in un film muto, Under the Red Robe, diretto da Alan Crosland. Registrò anche per l'etichetta Vocalion (1920–24) e Brunswick Records (1924–1929), prima di firmare con la RCA Victor nel 1931. Thomas divenne anche un pioniere delle trasmissioni radiofoniche, sia a New York che in Florida. Dal 1929 al 1932 fu membro della Philadelphia Grand Opera Company e nel 1930 fece un'apparizione con la Philadelphia Civic Opera Company.
Accettò impegni con le compagnie liriche di Washington National, San Francisco, Chicago e Filadelfia e nel 1934, per soddisfare una richiesta pubblica, fu ingaggiato dal Metropolitan Opera di New York. Rimase al Met fino al 1943, esibendosi accanto a star come il soprano Rosa Ponselle.
Nei difficili anni della grande depressione degli anni '30, si affermò come uno dei cantanti più richiesti in America, con un seguito di musica classica e un pubblico molto popolare. I suoi concerti normalmente offrivano selezioni da entrambi i repertori: musica classica e lirica per iniziare e canzoni artistiche americane ed umoristiche da "caratterista" per finire. Apparve inoltre regolarmente in programmi radiofonici commerciali. Tra questi figuravano il Five-Star Theatre (nel 1932-33 con la Joseph Bonime Orchestra), il Vince Radio Program (1934–36), i Concerti Ford, General Motors e The Magic Key della RCA (1937-1940) e lo show della Coca-Cola (1940–41).
Nel 1938 aiutò Edwin Lester a lanciare la Civic Light Opera di Los Angeles, apparendo nella primissima produzione della compagnia Blossom Time. Questo lavoro derivava da un'operetta viennese Das Dreimäderlhaus, con musica arrangiata da quella di Schubert e adattata al pubblico americano da Dorothy Donnelly e Sigmund Romberg. Thomas cantò regolarmente in operette con la LACLO fino al 1942, interpretando le produzioni di Der Zigeunerbaron, H.M.S. Pinafore, The Chocolate Soldier e Music in the Air.
Ora divideva il suo tempo privato tra le residenze di Easton, nel Maryland e di Palm Beach, in Florida, conducendo una vita attiva come sportivo. Golf, yacht, motoscafi da regata e pesca d'altura erano annoverati tra i suoi passatempi preferiti.
La seconda guerra mondiale rese scomodo il tour di concerti e le tasse molto elevate lo rendevano non remunerativo. Thomas fu debitamente impegnato a recitare nel programma radiofonico di Westinghouse nel 1943-46, accompagnato dalla Victor Young Orchestra. Probabilmente raggiunse il suo pubblico più vasto in questo periodo, anche se la sua pratica di esibirsi esclusivamente in inglese lo lasciò forse meno ricordato dai "puristi" musicali di oggi di quanto in realtà dovrebbe essere. Tuttavia molte canzoni scritte su misura per lui diventarono dei riferimenti, come la versione di The Lord's Prayer di Albert Hay Malotte e l'arrangiamento di Home on the Range di David W. Guion.
Dal 1947 al 1948 Thomas intraprese una lunga ed impegnativa tournée in Australia e Nuova Zelanda, dove si esibì in teatri affollati. Si ritirò a poco a poco dalle scene concertistiche dopo il 1950 e si stabilì ad Apple Valley, in California, nel 1955 con sua moglie Dorothy.

### Morte
Mòrì lì nel dicembre 1960 per cancro. A causa del suo costoso stile di vita la fortuna che aveva guadagnato col canto si era ampiamente dileguata al momento della sua morte.
La sua casa nella Apple Valley fu designata come uno dei monumenti storici della città.

## Opposizione alla musica rock-and-roll
Thomas apparve due volte come concorrente nel programma di quiz televisivo You Bet Your Life, presentato da Groucho Marx. Questi episodi andarono in onda il 5 dicembre 1957 e il 12 dicembre 1957. Si oppose in modo deciso alla musica rock and roll durante la prima apparizione e dibatté l'argomento con l'avvocato Roberta Rene durante la seconda.

## Registrazioni
John Charles Thomas ha lasciato un ampio ventaglio di registrazioni audio, molte delle quali vendute molto bene a quei tempi e sono state trasferite ultimamente su compact disc. Solo una manciata di queste registrazioni, tuttavia, è dedicata alle arie d'opera. La sua voce operistica è probabilmente molto apprezzata nelle offerte commerciali come Nemico della patria dall'Andrea Chénier e C’en est fait... Salomé demande di Hérodiade. Le registrazioni in diretta di Per me giunto dal Don Carlo, Vien Leonora da La favorita e Il balen da Il trovatore mostrano le sue brillanti note di testa e capacità di bel canto.
Cantò inni, canzoni d'arte, ballate, melodie country, lied tedeschi introspettivi e canzoni marinaresche.

## Voce

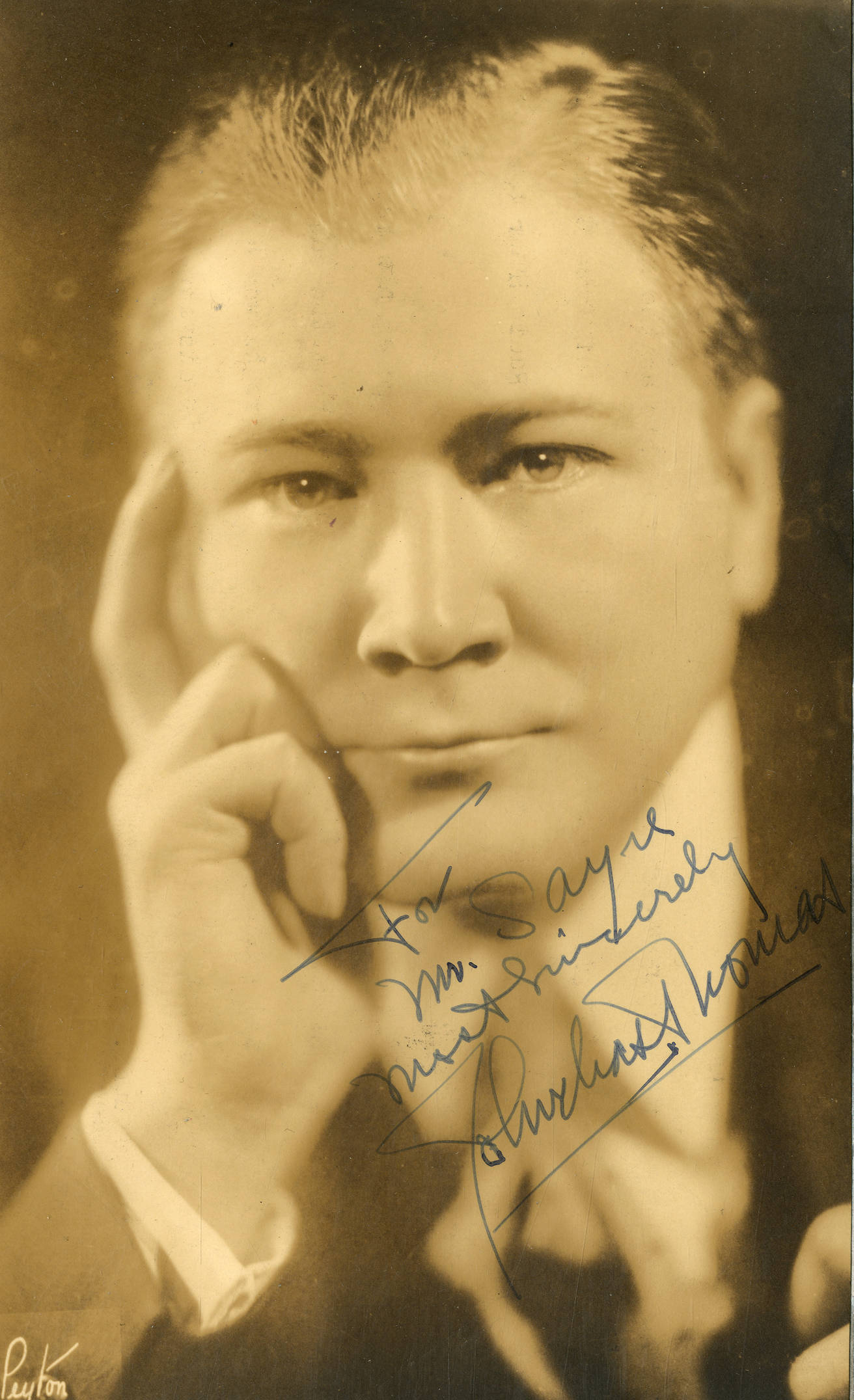
John Charles Thomas, 1920

Thomas apparteneva ad una serie di importanti baritoni operistici americani le cui carriere sovrapposte si estendevano in una linea ininterrotta dagli anni '20 agli anni '90. Tra questi c'erano Richard Bonelli, Lawrence Tibbett, Arthur Endrèze (che abitava a Parigi), Leonard Warren, Robert Merrill, Cornell MacNeil, Sherrill Milnes e Richard Fredricks.
La sua voce lirica era più notevole per il suo generesoso registro superiore che per la sua estensione inferiore. Era particolarmente adatto al repertorio operistico francese, in cui veniva raramente ascoltato negli Stati Uniti a parte il suo Athanael in Thais di Massenet. Aveva una notevole flessibilità, che veniva migliorata dall'energia e dall'espressività di Thomas, in particolare nel suo repertorio di materiale popolare. Nel lavoro operistico, però, questa abilità può risultare efficace nei trilli e nei filati. Notevoli esempi della sua competenza tecnica sono dimostrate dalle sue versioni de "Il balen" da Il trovatore ed in "O Vin, Dissipe La Tristesse" dall'Hamlet di Ambroise Thomas.
In comune con molti cantanti della sua generazione tra le due guerre, la voce di Thomas era molto distintiva. In parte ciò potrebbe essere dovuto alla sua carriera iniziale a Broadway. Sapeva come "vendere" una canzone, per creare un'aria commossa fino ad un culmine tale che avrebbe fatto alzare in piedi il pubblico. Mentre la voce era sempre inconfondibilmente sua, nel tempo cambiò notevolmente carattere.
Le sue prime registrazioni mostrano un colore tonale più scuro e la voce è più rigida, come se stesse imitando il baritono stentoreo italiano di una generazione precedente, Titta Ruffo. Nel 1931, e certamente nel 1934, aveva trovato lo stile vocale più fluido e naturale per il quale è meglio ricordato. Dalla fine degli anni '40 agli anni '50, il suo vibrato iniziò ad allargarsi, anche se non divenne mai un imperdonabile difetto nella sua tecnica di canto e la voce divenne un po' più spessa e più grave nella tonalità.

## Onorificenze
- Era Patrono Nazionale della Delta Omicron,[6] una confraternita di musica professionale internazionale.[7]
- Gli fu assegnata una stella sulla Hollywood Walk of Fame l'8 febbraio 1960.[8]
- La sua interpretazione del coro di "Open Road, Open Sky" di The Gypsy Baron fu scelta come colonna sonora per la campagna pubblicitaria Audi TV 2011.